# Seewen, Schwyz
Seewen är en ort i kommunen Schwyz i kantonen Schwyz, Schweiz. 
I Seewen ligger järnvägsstationen Schwyz, cirka 2 kilometer från centrum av staden Schwyz.